# Palmarès del Fußball-Club Bayern München

La vittoria della UEFA Champions League 2000-2001

Il Fußball-Club Bayern München AG, noto internazionalmente come Bayern München in tedesco, Bayern Munich in lingua inglese ed in lingua italiana come Bayern Monaco, è una società polisportiva tedesca avente sede a Monaco di Baviera, celebre per la propria sezione calcistica. 
Fondata nel 1900 da alcuni membri del MTV München von 1879, la polisportiva comprende sezioni di scacchi, pallavolo, pallacanestro, ginnastica, pallamano, bowling, tennis tavolo e calcio. È il club sportivo con il maggior numero di affiliati al mondo (293 000 al novembre 2019).
La sezione calcistica della polisportiva è la più titolata di Germania, avendo vinto 34 campionati, 20 coppe nazionali, 10 Supercoppe di Germania e 6 Coppe di Lega tedesche, nonché una tra le più vittoriose del mondo, potendo vantare in bacheca 6 Coppe dei Campioni/UEFA Champions League, una Coppa UEFA, una Coppa delle Coppe, 2 Supercoppe UEFA, 2 Coppe Intercontinentali e 2 Coppe del mondo per club. Insieme a Juventus, Ajax, Chelsea e Manchester Utd, è uno dei cinque club che hanno vinto le tre principali competizioni UEFA per club disputate fino al 2020-2021 e tutte le competizioni UEFA a cui ha partecipato. Nella stagione 2012-2013, con la vittoria di campionato, coppa nazionale e UEFA Champions League, è diventato il solo club tedesco ad aver realizzato il treble, impresa bissata nella stagione 2019-2020, anno nel quale, grazie alla vittoria della Supercoppa di Germania, della Supercoppa UEFA e della Coppa del mondo per club, è divenuto il secondo club nella storia a centrare il sextuple, dopo il Barcellona nel 2009. In Coppa dei Campioni/UEFA Champions League il club bavarese vanta la disputa di 11 finali, traguardo che la piazza al secondo posto per numero di finali giocate nella competizione, a pari merito con il Milan, e al terzo nella graduatoria dei piazzamenti nel torneo, dopo Real Madrid e lo stesso Milan. Nella classifica perpetua della competizione, inoltre, il Bayern occupa la seconda posizione, dietro al Real Madrid e davanti al Barcellona.
Di seguito vengono riportati i trofei ed i principali piazzamenti conseguiti dal club.:

## Competizioni nazionali
- Campionato tedesco: 34  (record)

1931-1932, 1968-1969, 1971-1972, 1972-1973, 1973-1974, 1979-1980, 1980-1981, 1984-1985, 1985-1986, 1986-1987, 1988-1989, 1989-1990, 1993-1994, 1996-1997, 1998-1999, 1999-2000, 2000-2001, 2002-2003, 2004-2005, 2005-2006, 2007-2008, 2009-2010, 2012-2013, 2013-2014, 2014-2015, 2015-2016, 2016-2017, 2017-2018, 2018-2019, 2019-2020, 2020-2021, 2021-2022, 2022-2023, 2024-2025
- Coppa di Germania: 20  (record)

1956-1957, 1965-1966, 1966-1967, 1968-1969, 1970-1971, 1981-1982, 1983-1984, 1985-1986, 1997-1998, 1999-2000, 2002-2003, 2004-2005, 2005-2006, 2007-2008, 2009-2010, 2012-2013, 2013-2014, 2015-2016, 2018-2019, 2019-2020
- Supercoppa di Germania: 11  (record)

1987, 1990, 2010, 2012, 2016, 2017, 2018, 2020, 2021, 2022, 2025
- Coppa di Lega tedesca: 6  (record)

1997, 1998, 1999, 2000, 2004, 2007

## Competizioni internazionali
- Coppa Intercontinentale: 2  (record tedesco)

1976, 2001
- Coppa del mondo per club: 2  (record tedesco)

2013, 2020
- Coppa dei Campioni/UEFA Champions League: 6  (record tedesco)

1973-1974, 1974-1975, 1975-1976, 2000-2001, 2012-2013, 2019-2020
- Coppa delle Coppe: 1  (record tedesco condiviso con Amburgo, Borussia Dortmund, Werder Brema e Magdeburgo)

1966-1967
- Coppa UEFA: 1

1995-1996
- Supercoppa UEFA: 2  (record tedesco)

2013, 2020

## Competizioni regionali
- Regionalliga Süd (secondo livello): 1

1964-1965
- Campionato della Germania meridionale: 2

1926, 1928
- Campionato della Baviera: 5

1905, 1910, 1911, 1926, 1928
- Coppa della Germania meridionale: 1

1957

## Competizioni giovanili
- Under-19 Bundesliga: 1

2003-2004
- Under-17 Bundesliga: 1

2016-2017
- Torneo di Cannes: 1

1953
- Torneo Internazionale Under-19 Bellinzona: 2

1961, 1964

## Altri piazzamenti
- Campionato tedesco:

Secondo posto: 1969-1970, 1970-1971, 1987-1988, 1990-1991, 1992-1993, 1995-1996, 1997-1998, 2003-2004, 2008-2009, 2011-2012
Terzo posto: 1965-1966, 1975-1976, 1981-1982, 2001-2002, 2010-2011, 2023-2024
- Coppa di Germania:

Finalista: 1984-1985, 1998-1999, 2011-2012, 2017-2018
Semifinalista: 1967-1968, 1973-1974, 2001-2002, 2010-2011, 2014-2015, 2016-2017
- Supercoppa di Germania:

Finalista: 1989, 1994, 2013, 2014, 2015, 2019, 2023
- Coppa di Lega tedesca:

Finalista: 2006
- Coppa dei Campioni/UEFA Champions League:

Finalista: 1981-1982, 1986-1987, 1998-1999, 2009-2010, 2011-2012
Semifinalista: 1980-1981, 1989-1990, 1990-1991, 1994-1995, 1999-2000, 2013-2014, 2014-2015, 2015-2016, 2017-2018, 2023-2024
- Coppa delle Coppe:

Semifinalista: 1967-1968, 1971-1972, 1984-1985
- Coppa UEFA:

Semifinalista: 1979-1980, 1988-1989, 2007-2008
- Supercoppa UEFA:

Finalista: 1975, 1976, 2001